# Орланци (Арачиново)
Орланци (мкд. Орланци) су насеље у Северној Македонији, у северном делу државе. Орланци припадају општини Арачиново.

## Географија
Орланци су смештени у северном делу Северне Македоније. Од најближег већег града, Скопља, насеље је удаљено 18 km североисточно.
Насеље Орланци је у северном историјске области Скопско поље, која се поклапа са пространом Скопском котлином. Насеље је смештено на југоисточним падинама Скопске Црне Горе, док се ка југу пружа поље. Надморска висина насеља је приближно 400 метара.
Месна клима је континентална.

## Становништво
Орланци су према последњем попису из 2021. године имали 890 становника.
| Национални састав према попису из 2021.‍ | Национални састав према попису из 2021.‍ | Национални састав према попису из 2021.‍ | Национални састав према попису из 2021.‍ | Национални састав према попису из 2021.‍ |
| --------------------------------------- | --------------------------------------- | --------------------------------------- | --------------------------------------- | --------------------------------------- |
|                                         |                                         |                                         |                                         |                                         |
| Албанци                                 | Албанци                                 |                                         | 857                                     | 96,3%                                   |
| непописани                              | непописани                              |                                         | 28                                      | 3,1%                                    |

Већинска вероисповест је ислам.